# Gerakas
Gerakas (in greco Γέρακας?) è un ex comune della Grecia nella periferia dell'Attica (unità periferica dell'Attica Orientale) con 13 921 abitanti secondo i dati del censimento 2001.
È stato soppresso a seguito della riforma amministrativa, detta Programma Callicrate, in vigore dal gennaio 2011 ed è ora compreso nel comune di Pallene.